# Estação Proletarskaia (metro de Moscovo)
Proletarskaia (em russo:  Пролетарская) é uma das estações da linha Tagansko-Krasnopresnenskaia (Linha 7) do Metro de Moscovo, na Rússia. Estação «Proletarskaia» está localizada entre as estações «Volgogradskii Prospekt» e «Taganskaia».